# Пеневиц
Пеневиц (њем. Pennewitz) општина је у њемачкој савезној држави Тирингија. Једно је од 44 општинска средишта округа Илм. Према процјени из 2010. у општини је живјело 571 становника. Посједује регионалну шифру (AGS) 16070042.

## Географски и демографски подаци
Пеневиц се налази у савезној држави Тирингија у округу Илм. Општина се налази на надморској висини од 460 метара. Површина општине износи 5,5 km². У самом мјесту је, према процјени из 2010. године, живјело 571 становника. Просјечна густина становништва износи 104 становника/km².